# Мишин, Евгений Трофимович
 Евгений Трофимович Мишин (17 июля 1920, с. Лещенково, Верхнеднепровский район, Днепропетровская область, УССР — 18 января 2017, Москва, Российская Федерация) — советский и российский специалист в области технических средств охраны, генерал-майор МВД СССР, доктор технических наук, профессор; Дважды лауреат Государственных премий СССР. Заслуженный деятель науки и техники РСФСР.
Начальник  Специального технического управления Министерства среднего машиностроения СССР (1967—1989). Стоял у истоков зарождения и развития нового направления работ в отечественной науке и приборостроении — создании электронных технических средств охраны.

## Биография
Родился в семье рабочего. С 1940 года в рядах Красной армии. Курсантом Московского военно-технического училища НКВД им. Менжинского принимал участие в обороне Москвы. Во время войны был начальником связи 270-го стрелкового полка 10-й стрелковой дивизия внутренних войск НКВД СССР, начальником школы разведчиков-связистов НКВД СССР. Участвовал в Сталинградской битве, был ранен.
В 1947 году был назначен начальником связи приемного центра 8-го Управления НКВД СССР. В 1953 году окончил Высшую офицерскую школу связи в Киеве, в 1961 году Военную академию связи. После академии проходил воинскую службу на различных должностях в технических частях НКВД СССР, МГБ, Минобороны, МВД СССР
В 1963 года был командирован в Центральный аппарат Министерства среднего машиностроения СССР на должность начальника отдела, с целью организации работ по созданию специальной техники для обеспечения безопасности режимных объектов. В 1964 году по инициативе Мишина начался серийный выпуск первых приборов охранной сигнализации. Уже в первые два года с начала промышленного производства технических средств охраны ими оборудуются здания центрального аппарата МСМ, Главный штаб РВСН, ряд объектов КГБ СССР, в 1967 году оборудуется техническими средствами охраны и телевизионного наблюдения выставки Алмазного фонда в Кремле.
В 1971 году за успешное создание специальной техники и оборудование ею важных государственных объектов ему была присуждена Государственная премия СССР.
В 1972 году по инициативе руководства Второго Главного управления МСМ СССР, совместно с Отделом ТСО, под руководством Мишина и заинтересованными лицами из КГБ и МВД СССР, для подготовки кадров ТСО на Спецкафедре ЦИПК МСМ СССР, был создан Цикл ТСО, где он был назначен председателем ПМК—по разработке и внедрению НИ-работ и уч.-методической литературы по КТСО и ТСФЗ.
В 1973 году Отдел ТСО был преобразован в Специальное техническое управление (СТУ), руководить которым продолжил Е. Т. Мишин. В 1977 году СТУ завершает работу по переоборудованию новыми средствами охраны погранзаставы Восточного и Забайкальского пограничных округов. В 1980 году за обеспечение средствами охраны объектов Олимпиады −80, ему была присвоена вторая Государственная премия СССР.
В 1986 году после Чернобыльской аварии, под его непосредственным руководством в условиях повышенной радиации были оборудованы техническими средствами охраны тридцатикилометровая зона отчуждения и периметр города Припяти общей протяженностью 210 километров, за что впоследствии он был награждён орденом Мужества.
В 1989 году на базе Специального технического управления создаётся Специальное научно-производственное объединение «Элерон», которым он руководил до 2004 года в должности генерального директора. 
С 2004 года являлся научным руководителем ФГУП "СНПО «Элерон» (ныне АО "ФЦНИВТ "СНПО «Элерон»).
Похоронен в Москве на Троекуровском кладбище  (участок 25) 

## Награды и звания
- Орден «За заслуги перед Отечеством» IV степени (23 октября 2001 года) — за достигнутые трудовые успехи, укрепление дружбы и сотрудничества между народами и многолетнюю добросовестную работу[2]
- Орден Мужества (27 января 1997 года) — за мужество и самоотверженность, проявленные при ликвидации последствий аварии на Чернобыльской АЭС[3]
- Орден Дружбы (29 января 2016 года) — за достигнутые трудовые успехи, активную общественную деятельность и многолетнюю добросовестную работу[4]
- Орден Ленина
- Орден Красной Звезды;
- Орден Отечественной войны I степени;

Медали:
- Медаль За боевые заслуги;
- Медаль «За отличие в охране государственной границы СССР»;
- Медаль «За оборону Сталинграда».
- Медаль «Воину-интернационалисту от благодарного афганского народа»
- Медаль «За боевое содружество» (МВД)

Другие медали.
- Заслуженный деятель науки и техники Российской Федерации (30 января 1995 года) — за заслуги в научной деятельности[5]
- Лауреат двух Государственных премий СССР;
- Почётная грамота Правительства Российской Федерации (17 июля 2005 года) — за большой личный вклад в развитие атомной промышленности и в связи с 85-летием со дня рождения[6]
- Благодарность Правительства Российской Федерации (15 июля 2010 года) — за многолетний безупречный труд в атомной отрасли[7]
- Почётная грамота Московской городской Думы (1 июня 2005 года) — за заслуги перед городским сообществом[8]